# جاکوبو هاروتیان
جاکوبو هاروتیان (ارمنی: Ջակոբո Հարության; اسپانیایی: Jacobo Harrotian‎) یک ژنرال ارمنی‌تبار اهل مکزیک بود که در انقلاب مکزیک شرکت نمود.
وی در حلب سوریه به دنیا آمد و در جمهوری دومینیکن درگذشت.